# Ngong (Makak)
Ngong est un village de la région du Centre du Cameroun, situé dans la commune de Makak. 

## Population et développement
En 1962, la population de Ngong était de 199 habitants. La population de Ngong était de 237 habitants dont 136 hommes et 101 femmes, lors du recensement de 2005.     